# Annabella (Utah)
Annabella – miasto w Stanach Zjednoczonych, w stanie Utah, w hrabstwie Sevier.